# Taketoshi Naitō
Taketoshi Naitō (内藤 武敏, Naitō Taketoshi), né le 16 juin 1926 et mort le 21 août 2012, est un acteur japonais.

## Biographie
Taketoshi Naitō paraît dans plus de 110 films entre 1953 et 2003.
Il meurt d'un lymphome à Yokohama le 21 août 2012.

## Filmographie partielle

### Cinéma
- 1953 : Une femme marche seule sur la terre (女ひとり大地を行く, Onna hitori daichi o iku?) de Fumio Kamei
- 1953 : Epitome (縮図, Shukuzu?) de Kaneto Shindō
- 1956 : La Harpe de Birmanie (ビルマの竪琴, Biruma no tategoto?) de Kon Ichikawa : soldat Kobayashi
- 1956 : Ombres en plein jour (真昼の暗黒, Mahiru no ankoku?) de Tadashi Imai : l'avocat Kondo
- 1956 : L'Homme à abattre (狙われた男, Nerawareta otoko?) de Kō Nakahira
- 1956 : Une actrice (女優, Joyu?) de Kaneto Shindō : Akio Satomi
- 1958 : La Voix sans ombre (影なき声, Kagenaki koe?) de Seijun Suzuki :  directeur-adjoint Mimura
- 1959 : Heureux Dragon n°5 (第五福竜丸, Daigo Fukuryu-Maru?)  de Kaneto Shindō : annonceur
- 1960 : Yakuza no uta (やくざの詩?) de Toshio Masuda : Jūzaburō Saeki
- 1960 : Kenka Tarō (喧嘩太郎?) de Toshio Masuda : Kiriyama
- 1961 : Kono wakasa aru kagiri (この若さある限り?) de Koreyoshi Kurahara : Eisuke Nagase
- 1961 : Médaille pour une femme (女の勲章, Onna no kunshō?) de Kōzaburō Yoshimura : Keita Nomoto
- 1963 : Wakai Tōkyō no yane no shita (若い東京の屋根の下?) de Buichi Saitō : Aoyama
- 1963 : Kiriko no tango (霧子のタンゴ?) d'Eisuke Takizawa : Saburō Nagata
- 1963 : Kyojin: Ōkuma Shigenobu (巨人 大隈重信?) de Kenji Misumi : Hirobumi Itō
- 1964 : L'Affaire Teigin - La Longue Mort (帝銀事件 死刑囚, Teigin jiken: Shikeishū?) de Kei Kumai : Takei
- 1965 : Kiri no hata (霧の旗?) de Yōji Yamada : Shimada
- 1965 : L'Archipel du Japon (日本列島, Nihon rettō?) de Kei Kumai : Hidaka
- 1966 : Maman et ses onze enfants (かあちゃんと１１人の子ども, Kāchan to jūichi-nin no kodomo?) de Heinosuke Gosho : Satoshi
- 1967 : Le Banquet (宴, Utage?) de Heinosuke Gosho
- 1967 : La Femme du docteur Hanaoka (華岡青洲の妻, Hanaoka Seishū no tsuma?) de Yasuzō Masumura : Sajibei Imose
- 1969 : La Saga de Magoichi (尻啖え孫市, Shirikurae Magoichi?) de Kenji Misumi
- 1971 : Yomigaeru daichi (甦える大地?) de Noboru Nakamura : professeur assistant
- 1972 : Baby Cart : Le Sabre de la vengeance (子連れ狼 子を貸し腕貸しつかまつる, Kozure Ōkami: Kowokashi udekashi tsukamatsuru?) de Kenji Misumi : Ichige
- 1972 : Les Jeunes Soldats de la marine ou La Cause éternelle (海軍特別年少兵, Kaigun tokubetsu nenshō-hei?) de Tadashi Imai : Sadao Enami
- 1972 : Sous les drapeaux, l'enfer (軍旗はためく下に, Gunki hatameku moto ni?) de Kinji Fukasaku : Ohashi
- 1973 : Coup d'état (戒厳令, Kaigen Rei?) de Yoshishige Yoshida : officier
- 1973 : Baby Cart : Le Territoire des démons (子連れ狼 冥府魔道, Kozure Ōkami: Meifumadō?) de Kenji Misumi : Mawatara Hachiro
- 1974 : Le Vase de sable (砂の器, Suna no utsuwa?) de Yoshitarō Nomura
- 1976 : La Sorcière (妖婆, Yoba?) de Tadashi Imai : docteur
- 1977 : L'Île de la prison (獄門島, Gokumon-to?) de Kon Ichikawa : Yosamatsu Kitō, l'oncle de Sanae
- 1978 : Un joueur de base-ball nommé Third (サード, Sādo?) de Yōichi Higashi : juge
- 1982 : Giwaku (疑惑?) de Yoshitarō Nomura : le juge Yazawa
- 1984 : Le Retour de Godzilla (ゴジラ, Gojira?) de Kōji Hashimoto : Takegami
- 1985 : Sombre crépuscule (花いちもんめ, Hana ichimonme?) de Shun’ya Itō
- 1989 : La Mort d'un maître de thé (千利休 本覺坊遺文, Sen no Rikyū: Honkakubō ibun?) de Kei Kumai : Toyobo
- 1992 : La Mousse lumineuse (ひかりごけ, Hikarigoke?) de Kei Kumai : romancier
- 1993 : Gekko no natsu (月光の夏?) de Seijirō Kōyama
- 1997 : Himitsu no hanazono (ひみつの花園?) de Shinobu Yaguchi
- 1998 : Kizuna (絆?) de Kichitarō Negishi : Domon
- 1998 : Samurai Fiction (SF サムライ・フィクション, Esu efu samurai fikushon?) de Hiroyuki Nakano : Kanzen Inukai
- 1998 : After Life (ワンダフルライフ, Wandafuru raifu?) de Hirokazu Kore-eda : Ichiro Watanabe
- 2003 : Shiberia Chōtokkyū 3 (シベリア超特急３?) de Haruo Mizuno :

### Télévision
- 1978 : Ōgon no Hibi : Akechi Mitsuhide
- 1983 : Tokugawa Ieyasu (en) : Honda Masanobu
- 2000 : Aoi Tokugawa Sandai (en) : Ishida Masatsugu
- 2002 : Sakura (en) : Daisaku Akebono